# Folkeafstemningen om Maastricht-traktaten
Folkeafstemningen om Maastricht-traktaten var en dansk folkeafstemning om Danmarks ratifikation af Maastricht-traktaten, der blev afholdt 2. juni 1992. Afgørelsen var tæt; 50,7 % stemte nej, mens 49,3 % stemte ja. Valgdeltagelsen var på 83,1 %. 
Det danske nej sendte chokbølger ud i hele Europa. Maastricht-traktaten kunne nemlig kun gennemføres, hvis samtlige medlemslande godkendte den. Derfor måtte der findes en løsning på det danske nej til traktaten, så de andre lande kunne fortsætte deres samarbejde med Maastricht-traktaten. Løsningen blev Edinburgh-aftalen, der gav Danmark fire forbehold.
Maastricht-traktaten markerede en ny epoke i det europæiske samarbejde, idet traktaten oprettede en europæisk union. Traktaten udvidede EF-samarbejdet med en økonomisk og monetær union, en fælles udenrigs- og sikkerhedspolitik, et samarbejde om retlige og indre anliggender, en social dimension og en styrkelse af miljøbestemmelserne. Derudover introducerede traktaten en række nyskabelser som unionsborgerskab, ombudsmandsinstitutionen, nærhedsprincippet og Regionsudvalget.